# ويليام جورج بيتش
ويليام جورج بيتش هو سياسي كندي، ولد في 4 يونيو 1898 بلندن في المملكة المتحدة، وتوفي في 28 مايو 1971 في كندا. حزبياً، نشط في حزب أونتاريو المحافظ التقدمي والحزب الكندي التقدمي المحافظ. وقد انتخب عضو برلمان مقاطعة أونتاريو وانتخب عضو مجلس العموم الكندي.